# عبد المجيد عطار
عبد المجيد عطار بروفيسور، مستشار دولي وخبير اقتصادي جزائري، عينه الرئيس عبد المجيد تبون وزيرا للطاقة بتاريخ 23 يونيو 2020 خلفا لمحمد عرقاب.

## المناصب التي تولاها
تقلد عدة مناصب منها:
- وزير الطاقة 23 يونيو 2020.
- الرئيس التنفيذي السابق لشركة سوناطراك.
- وزير الموارد المائية.